# NXT Tag Team Championship
Het NXT Tag Team Championship is een professioneel worstelkampioenschap dat gecreëerd werd en eigendom is van de Amerikaanse worstelorganisatie WWE. Het is een van de drie mannelijke tagteamkampioenschappen onder de drie belangrijkste WWE merken, samen met het Raw Tag Team Championship op Raw en het SmackDown Tag Team Championship op SmackDown.

## Geschiedenis
Het kampioenschap werd op 23 januari 2013 in een aflevering van NXT, kondigde WWE Hall of Famer Shawn Michaels aan, dat er een 8-team toernooi komt, waarbij de winnaars van het knock-outsysteem werden gekroond tot NXT Tag Team Champions. De eerste NXT Tag Team Champions werden gekroond op 31 januari 2013, op een aflevering van NXT, waarbij Adrian Neville en Oliver Grey wonnen van The Wyatt Family (Erick Rowan & Luke Harper) in de toernooifinale en bekwamen inaugurele NXT Tag Team Champions. In de eerste titelverdediging verdediging, verloren Neville en Bo Dallas de titel echter aan The Wyatt Family. Dallas verving Grey, omdat Grey een blessure had. Dallas werd niet erkend als kampioen. Op 20 juni 2013, aflevering van NXT (uitgezonden op 17 juli 2013), wonnen Neville en Corey Graves het kampioenschap van The Wyatt Family (Luke Harper & Erick Rown). Neville bekwam hiermee de eerste tweevoudige NXT Tag Team Champion. Op 8 juni 2016, bekwamen The Revival (Scott Dawson & Dash Wilder) de eerste team die de titel hield onder twee gelegenheden, waarbij ze wonnen van The American Alpha (Chad Gable & Jason Jordan) bij het evenement NXT TakeOver: The End.

### Toernooi
| Legenda | Legenda                   |
| ------- | ------------------------- |
| Pin     | Pinfall                   |
| Sub     | Submission                |
| CO      | Count-out                 |
| DCO     | Double count-out          |
| DQ      | Diskwalificatie           |
| DDQ     | Dubbele diskwalificatie   |
| Draw    | Gelijkspel                |
| Ref     | Scheidsrechtersbeslissing |

|  | kwartfinale                                         | kwartfinale                      |     |     | halve finale | halve finale |  |  | finale | finale |
|  |                                                     |                                  |     |     |              |              |  |  |        |        |
|  |                                                     |                                  |     |     |              |              |  |  |        |        |
|  |                                                     |                                  |     |     |              |              |  |  |        |        |
|  |                                                     |                                  |     |     |              |              |  |  |        |        |
|  | The Wyatt Family (Erick Rowan & Luke Harper)        | Pin                              |     |     |              |              |  |  |        |        |
|  | The Wyatt Family (Erick Rowan & Luke Harper)        | Pin                              |     |     |              |              |  |  |        |        |
|  | Percy Watson & Yoshi Tatsu                          |                                  |     |     |              |              |  |  |        |        |
|  | The Wyatt Family                                    | Pin                              |     |     |              |              |  |  |        |        |
|  | The Wyatt Family                                    | Pin                              |     |     |              |              |  |  |        |        |
|  |                                                     | Bo Dallas & Michael McGillicutty |     |     |              |              |  |  |        |        |
|  | Taylor Rotunda & Michael McGillicutty               | Pin                              |     |     |              |              |  |  |        |        |
|  | Taylor Rotunda & Michael McGillicutty               | Pin                              |     |     |              |              |  |  |        |        |
|  | Primo en Epico                                      |                                  |     |     |              |              |  |  |        |        |
|  | The Wyatt Family                                    |                                  |     |     |              |              |  |  |        |        |
|  |                                                     |                                  |     |     |              |              |  |  |        |        |
|  |                                                     | Adrian Neville & Oliver Grey     | Pin |     |              |              |  |  |        |        |
|  | Adrian Neville & Oliver Grey                        | Adrian Neville & Oliver Grey     | Pin | Pin |              |              |  |  |        |        |
|  | Adrian Neville & Oliver Grey                        |                                  |     | Pin |              |              |  |  |        |        |
|  | 3MB (Drew McIntyre & Heath Slater met Jinder Mahal) |                                  |     |     |              |              |  |  |        |        |
|  | Adrian Neville & Oliver Grey                        | Pin                              |     |     |              |              |  |  |        |        |
|  | Adrian Neville & Oliver Grey                        | Pin                              |     |     |              |              |  |  |        |        |
|  |                                                     | Kassius Ohno & Leo Kruger        |     |     |              |              |  |  |        |        |
|  | Kassius Ohno & Leo Kruger                           |                                  |     |     |              |              |  |  |        |        |
|  |                                                     |                                  |     |     |              |              |  |  |        |        |
|  | Alex Riley & Derrick Bateman                        |                                  |     |     |              |              |  |  |        |        |
|  |                                                     |                                  |     |     |              |              |  |  |        |        |

Bron:

## Huidige kampioenen
| Huidige kampioenen          | Datum        | Vorige kampioenen | Evenement                     |
| --------------------------- | ------------ | ----------------- | ----------------------------- |
| MSK (Wes Lee & Nash Carter) | 7 april 2021 | Vacant gesteld    | NXT TakeOver: Stand & Deliver |